# فيل نورث
فيل نورث (15 يونيو 1965 في المملكة المتحدة - ) (بالإنجليزية: Phil North)‏ هو لاعب كريكت بريطاني. لعب مع نادي مقاطعة غلاموركن للكريكت ‏ وWiltshire County Cricket Club ‏.